# براندون وين
براندون وين (بالإنجليزية: Brandon Wynn)‏ هو لاعب جمباز فني أمريكي، ولد في 4 نوفمبر 1988.

## وصلات خارجية
- براندون وين على موقع الاتحاد الدولي للجمباز (licence) (الإنجليزية)
- براندون وين على موقع الاتحاد الدولي للجمباز (biography) (الإنجليزية)
- براندون وين على موقع الاتحاد الأمريكي للجمباز (الإنجليزية)